# タンゴエクスプローラー
タンゴエクスプローラー (Tango Explorer) は、北近畿タンゴ鉄道 (KTR) および西日本旅客鉄道（JR西日本）が新大阪駅 - 福知山駅・宮津駅・豊岡駅間を東海道本線・福知山線・北近畿タンゴ鉄道宮福線・北近畿タンゴ鉄道宮津線経由で運行していた特別急行列車である。

## 概要
北近畿ビッグXネットワークを形成する列車の一つとして、主に大阪から日本三景の一つである天橋立がある宮津市・京丹後市などの京都府北部を結んでいた。
1990年4月1日にJR宮津線がJR西日本から北近畿タンゴ鉄道へ移管したことにより、当初は嵯峨野線・京都駅発着の舞鶴線・北近畿タンゴ鉄道に直通する特急「タンゴエクスプローラー」として運転を開始したが、1999年10月2日に舞鶴線が電化したことにより、福知山線経由で新大阪駅発着として運転していた「タンゴディスカバリー」と車両および運行系統を入れ替えた。これによりタンゴエクスプローラーは新大阪駅発着の特急として運転されるようになった。
2011年3月12日のダイヤ改正で「こうのとり」（このダイヤ改正時に「北近畿」から変更）に編入されて、電車で運行されていた「文殊」とともに廃止された。

### 列車名の由来
列車名は、丹後半島の観光活性化に願いを込めて、探検家を意味する英語 (explorer) を組み合わせたものである。

## 廃止直前の運行概況
廃止前の最後のダイヤ改正であった2010年3月13日現在、2往復運行されていた。
1・4号が新大阪駅 - 豊岡駅間を北近畿タンゴ鉄道経由で、3号が新大阪発福知山行き、2号が宮津発新大阪行きとなっており、全列車が福知山駅で、京都駅発着の特急「きのさき」または「タンゴディスカバリー」と接続していた。

### 停車駅
新大阪駅 - 大阪駅 - 尼崎駅 - 宝塚駅 - 三田駅 - （新三田駅） - （相野駅） - 篠山口駅 - （谷川駅） - 柏原駅 - （黒井駅） - 福知山駅 - 大江駅 - 宮津駅 - 天橋立駅 - 野田川駅 - 丹後大宮駅 - 峰山駅 - 網野駅 - 木津温泉駅 -  久美浜駅 - 豊岡駅
- （　）の谷川駅・黒井駅は2・3号のみ、新三田駅・相野駅は3号のみ停車。
- 1・4号は宮津駅でスイッチバックを行う。

### 使用車両・編成

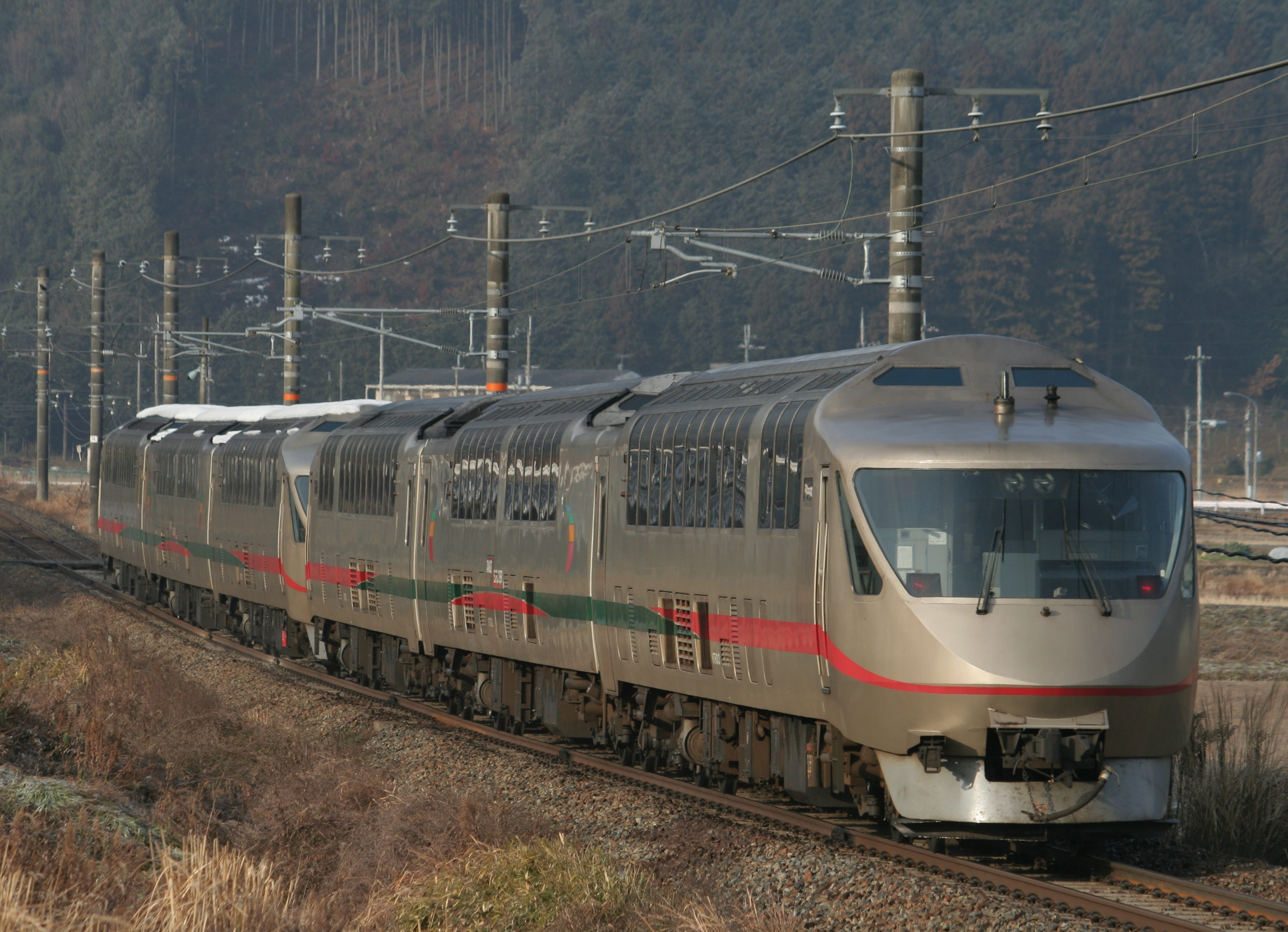
土休日と多客期には2編成をつないで6両編成で運行することもあった

すべての列車がKTR001形気動車で運用され、全車両普通車のみで、グリーン車は連結されていなかった。
3両編成で運行され、2・3号は3号車も自由席であった。また、土休日と多客期には2編成をつないで6両編成で運行することもあり（非貫通構造のため3号車と4号車の通り抜けはできない）、このとき1 - 3号車が豊岡駅・宮津駅まで、4 - 6号車が天橋立・福知山行きとなる場合もあった。また、自由席が2・3・5号車となったり（2・3号）、新大阪方の3両が天橋立駅（1・4号）で増解結することもあった。
車両故障などでKTR8000形気動車や183系電車が代走することがあった。

## 臨時列車
カニのシーズンを迎える12月から2月の土休日には臨時列車として「味めぐりタンゴエクスプローラー」が1998年度まで運転されていた。この列車は主に宿泊者向けの列車で土曜日に京都発網野行き、日曜日に豊岡発京都行きとして北近畿タンゴ鉄道経由で運転されていた。

## 沿革
- 1990年（平成2年）4月1日：京都駅発着の舞鶴線・北近畿タンゴ鉄道直通特急として「タンゴエクスプローラー」が以下の運転系統で運転開始。
  - 京都駅 - 久美浜駅間（舞鶴線・北近畿タンゴ鉄道宮津線経由）…1往復（1号・4号）
  - 京都発 西舞鶴行き …下り1本（3号）
  - 網野発 京都行き（北近畿タンゴ鉄道宮津線・宮福線経由）…上り1本（2号）
- 1992年（平成4年）3月14日：4号の運転区間が豊岡始発京都行きに延長される。
- 1996年（平成8年）3月16日：2号が宮津線・舞鶴線経由になる。
- 1999年（平成11年）10月2日：「タンゴディスカバリー」と「タンゴエクスプローラー」の運転区間を入れ換え、新大阪駅発着の特急に変更[5]。新大阪駅 - 久美浜駅・宮津駅間で合計2往復運行となる。
- 2005年（平成17年）
  - 4月25日：JR福知山線脱線事故が発生し、新大阪駅 - 福知山駅間が運休になる。
  - 6月19日：全区間で運転再開。ただし KTR001形気動車が福知山線に新たに設置されたATS-Pに対応していないことから、「タンゴディスカバリー」用のKTR8000形気動車で運転される。この時は、車体側面に「タンゴエクスプローラー号」と書かれたシールを貼っていた。なお、KTR001形は天橋立駅発着の「タンゴディスカバリー」に充当された。
- 2007年（平成19年）3月18日：ダイヤ改正により、次のように変更。
  1. KTR001 形の ATS-P 対応により、KTR001形での運転に戻る。
  2. 全車禁煙化。
  3. 1往復の運転区間が、新大阪駅 - 豊岡駅間（KTR経由）に延長される。
- 2010年（平成22年）3月13日：「タンゴエクスプローラー」3号が宮津行きから福知山行きに変更（福知山行きだった「タンゴディスカバリー」3号と入れ替え）。
- 2011年（平成23年）3月12日：ダイヤ改正により廃止[2]。